# 羽鹿島村
羽鹿島村（はじかしまむら）は山梨県西八代郡にあった村。現在の南巨摩郡富士川町鹿島にあたる。

## 地理
- 河川：富士川

## 歴史
- 1889年（明治22年）7月1日 - 町村制の施行により、近世以来の羽鹿島村が単独で自治体を形成。
- 1942年（昭和17年）7月1日 - 豊和村・八之尻村と合併して大同村が発足。同日羽鹿島村廃止。
- 1956年（昭和31年）9月30日 - 大同村のうち旧村域が南巨摩郡鰍沢町に編入。
- 2010年（平成22年）3月8日 - 鰍沢町が増穂町と合併して富士川町が発足。